# 新貝文規
新貝 文規（しんかい ふみのり、1977年10月14日 - ）は、宮城県出身の俳優。身長170cm、体重61kg。血液型はA型。

## 出演

### 映画
- 青い春（2002年）
- 亡国のイージス（2005年）
- 殴者 NAGURIMONO（2005年）
- 不撓不屈（2006年）
- 愛のむきだし（2009年）
- いないない、ばあ（2013年）※短編映画
- 恋愛白書

### テレビドラマ
- 安倍晋三物語
- 安堂ロイド〜A.I. knows LOVE?〜
- エリンが挑戦! にほんごできます。（コンビニ店員）
- O-PARTS〜オーパーツ〜（SAT隊員）
- お天気お姉さん
- おひとりさま（教師）
- 俺の空（警察官）
- 仮面ライダーシリーズ
  - 仮面ライダー電王35話（司会）
  - 仮面ライダーキバ
  - 仮面ライダーW（占い師）
- 黒服物語（林）
- 警視庁捜査一課9係シリーズ、特捜9シリーズ（監察医務院助手・広岡巧）※準レギュラー
- 検事・朝日奈耀子4
- ゴンゾウ 伝説の刑事
- さくら心中（居酒屋の客）
- 市長はムコ殿
- 信濃のコロンボ事件ファイル4
- 所轄刑事
- 釣り刑事2（AD）
- 特命!刑事どん亀
- 都市伝説の女 Part1（社員）
- はぐれ刑事純情派ファイナル
- パパドル!（取材記者）
- 秘密諜報員 エリカ（川上）
- FACE MAKER（テレビ司会者）
- まっすぐな男
- グッドワイフ（2019年、遠藤英明）
- 家政夫のミタゾノ
  - 第5シリーズ 最終話（2022年）
  - 第6シリーズ 第3話（2023年、警官）
- ラストマン-全盲の捜査官- 第3話（2023年、小長光）
- 湊かなえ「落日」 第1話・第2話（2023年）
- アンメット ある脳外科医の日記 第6話（2024年5月20日、関西テレビ・フジテレビ） - 文野 役[2]
- 嗤う淑女 第5話（2024年8月24日、東海テレビ・フジテレビ系） - 鈴木刑事 役[3]

### バラエティ
- タイムスクープハンター
- たけしの健康エンターテインメント!みんなの家庭の医学

### 舞台
- アルプスの少女ハイジ（ペーター）
- 白雪姫（ヤギ）※デビュー作[1]
- 椿姫
- トスカ
- 眠りの森の姫（まぬけ王子）

### CM
- goo

### VP
- JR東海・新幹線乗務